# 劉柱國
劉柱國（？—1646年），號長石，湖廣承天潛江人，明朝、南明政治人物。

## 生平
劉柱國是崇禎三年（1630年）舉人，次年（1631年）成辛未科進士，工部观政，五年獲授工部屯田司主事，六年杭州抽分，七年升营缮司员外郎，八年官潮州府知府，任內公正果斷，努力去除夙弊，之後遷任廣東巡海副使，撫定澳門的葡萄牙人。十三年考察，降职为四川按察司佥事。
弘光年間，他升任福建參政，擁立隆武帝，任職僉都御史下遊鎮海。平和的亂民藉詞聚眾報復，劉柱國就驅散他們，後來調任惠潮巡撫。
當初潮州客家叛軍在崇禎十七年（1644年）連同閩王老數千人，打算攻入揭陽不成功；三月時丘文德、藍霖進犯；而詔安的李班三聚眾三萬人，自稱「神都總元帥」，在隆武元年（1645年）九月於潮陽造反，攻打貴嶼。知縣孟應春、都督張浚、參將黃山、王振遠等人出兵斬殺李班三，劉柱國因而命令武興營團練。次年（1646年）二月，莊三權侵略和平縣峽山，知縣徐以暹告急。他命令王振遠及參將郭禎、諸生吳楷拒守；三月，莊三權與戴明臺攻陷和平，劉柱國入朝擬定為兵部右侍郎，很快改為雲南巡撫，在湘陰遇難。

## 引用
1. ↑  《崇祯四年辛未科三百五十名进士履历》：刘柱國，長石，書四房，庚子二月十二日生。潜江人，庚午二十五，会一百五十七，二甲四十四名。工部政，壬申授工部屯田司主事，癸酉杭州抽分，甲戌升缮司员外，乙亥潮州知府，戊寅升河南付使，戊寅升广东付使，庚辰考察，降四川佥事。曾祖濱。祖孝道。父莊，庠生。
2. 1 2  錢海岳《南明史·卷四十八·列傳第二十四》：劉柱國，字長石，潛江人。崇禎四年進士。累官潮州知府，明斷，力去夙弊。遷廣東巡海副使，撫澳夷有功。弘光時，陞福建參政，擁戴紹宗，以僉都御史下遊鎮海。平和亂民借題報復聚眾，柱國散之。已調惠、潮。
3. ↑  康熙《潛江縣志·卷十三·選舉志上》：崇禎庚午科（舉人） 劉柱國 中崇禎辛未進士
4. ↑  《思文大紀·卷七》：惠潮巡撫劉柱國擒獲潮陽賊首莊三權，即時正法，疏聞行在。上令其察敘有功員役。
5. ↑  錢海岳《南明史·卷四十八·列傳第二十四》：初，潮州【犭客】賊於崇禎十七年通閩王老數千人，欲入揭陽不克。三月丘文德、藍霖入寇，詔安李班三，有眾三萬，用五總名號，自曰神都總元帥，隆武元年九月，反於潮陽，攻貴嶼。知縣孟應春、都督張浚、參將黃山、王振遠各以兵會，山首陷陣，斬班三，已命團練武興營。二年二月，莊三權掠和平峽山，知縣徐以暹告急。柱命振遠及參將郭禎、諸生吳楷拒卻之。三月，三權與戴明臺陷和平。柱國入為兵部添注右侍郎，尋命巡撫雲南。行次湘陰死難。